# Багаряк (река)
Багаряк — река в России, исток на территории Сысертского, устье — на территории Каменского муниципальных округов Свердловской области, большая часть реки — на территории Каслинского и Кунашакского районов Челябинской области. Устье реки находится в 41 км по левому берегу реки Синара. Длина реки составляет 80 км, площадь водосборного бассейна 1750 км². Высота устья — 117 м над уровнем моря.

## Притоки
- В 36 км от устья по правому берегу реки впадает река Боевка.
- В 45 км от устья по левому берегу реки впадает река Кошкариха.
- В 63 км от устья по левому берегу реки впадает река Лезга.

## Течение
Река вытекает из озера Багаряк, исток её находится в деревне Космакова. От озера река течёт на юг, затем преимущественно на юго-запад и запад, протекая через Аверино, где на реке образованы два пруда. За Аверино река принимает слева приток — реку Лезга, после чего выходит в Челябинскую область. Там она протекает через населённые пункты: Колясниково, затем Тимино и Ларино, где в Багаряк впадает приток — река Кошкариха, в селе также имеются пруды. Перед селом Багаряк принимает справа приток — реку Боевку. Затем протекает через Жуково, Полднево и Зотино. Перед деревней Колпакова в Багаряк впадает слева река Межовка, образуя в месте впадения Ольгин водопад. Затем река протекает через деревню Усманова и вновь выходит в Свердловскую область, где течёт вдоль границы областей до впадения в реку Синара у деревни Чайкина.

## Археологические объекты
По берегам реки обнаружены археологические объекты:
- городище Зотинское II (Левобережное) — иткульская культура второй половины I в. до н. э.;
- городище Зотинское II (Нижнее Правобережное) — гамаюно-каменогорская культура VI—V вв до н. э. и иткульская культура;
- городище Зотинское IV — гамаюнская культура
- городище Красный камень — гамаюно-иткульская культура
- поселения вокруг городищ воробьёвской (V—IV вв до н. э.) и сарматской культур.

## Данные водного реестра
По данным государственного водного реестра России относится к Иртышскому бассейновому округу, водохозяйственный участок реки — Исеть от города Екатеринбург до впадения реки Теча, речной подбассейн реки — Тобол. Речной бассейн реки — Иртыш.
Код объекта в государственном водном реестре — 14010500612111200003000.